# Third Age of the Sun
Third Age of the Sun – trzeci album fińskiego zespołu epicmetalowego Battlelore, wydany w sierpniu 2005 roku przez wytwórnię Napalm Records. Nagranie przeprowadzono w marcu i kwietniu 2005 roku w Sound Suite Studios. Jak w przypadku pozostałych albumów tego zespołu, teksty utworów oparte są na Śródziemiu J.R.R. Tolkiena.

## Twórcy
- Kaisa Jouhki - śpiew
- Tomi Mykkänen - śpiew
- Jussi Rautio - gitara
- Jyri Vahvanen - gitara
- Timo Honkanen - gitara basowa
- Henri Vahvanen - perkusja
- Maria - instrumenty klawiszowe

## Lista utworów
1. „Usvainen Rhûn” – 1:36
2. „Storm of the Blades” – 3:22
3. „Ghân of the Woods” – 4:41
4. „Gwaith-i-Mírdain” – 3:43
5. „Trollshaws” – 4:07
6. „Elves of Lúva” – 4:39
7. „Valier - Queens of the Valar” – 4:19
8. „Thousand Caves” – 4:06
9. „Cloaked In Her Unlight” – 4:13
10. „Of Orcs and Elves” – 4:26
11. „Touch of Green and Gold” – 3:39
12. „Pallando - Forgotten Wizards I” – 3:31
13. „Gollum's Cry” – 3:04

### Utwory dodatkowe w limitowanej edycjidigipack
1. „Elessar's Call” – 4:11
2. „Alatar - Forgotten Wizards II” – 3:33
3. „Dwimmerlaik” – 4:28